# Рафелкофер
Рафелкофер, Рафелькофер (валенс. Rafelcofer, ісп. Rafelcofer) — муніципалітет в Іспанії, у складі автономної спільноти Валенсія, у провінції Валенсія. Населення — 1507 осіб (2010).

## Географія
Муніципалітет розташований на відстані близько 340 км на південний схід від Мадрида, 60 км на південь від Валенсії.

## Демографія
Динаміка населення (INE ):

## Галерея зображень

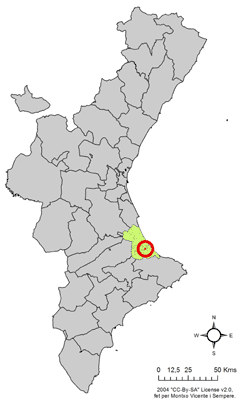
Розташування муніципалітету Рафелкофер у автономній спільноті Валенсія
Розташування муніципалітету Рафелкофер у комарці Сафор